# Casimir van Lippe-Brake
Casimir (Brake 22 juli 1627 – aldaar 12 maart 1700) was graaf van Lippe-Brake van 1657 tot zijn dood in 1700. Hij was zoon en opvolger van graaf Otto en Margaretha van Nassau-Dillenburg.
Op 28 mei 1663 trad hij te Homburg vor der Höhe in het huwelijk met Anna Amalia van Sayn-Wittgenstein-Homburg (Homburg vor der Höhe 6 december 1641 – Brake, 27 maart 1685), dochter van graaf Ernst van Sayn-Wittgenstein-Homburg. Uit dit huwelijk kwamen acht kinderen voort.
- Rudolf (1664 – 1707), graaf van Lippe-Brake 1700-1707
- Otto (Brake, 1 augustus 1665 – 3 augustus 1688)
- Ferdinand (Brake, 5 januari 1668 – Maastricht, 27 september 1703)
- Hedwig Sophia (Brake, 20 februari 1669 – Berleburg, 5 april 1738); ∞ (Brake 27 oktober 1685) graaf Lodewijk Frans van Sayn-Wittgenstein-Berleburg (17 april 1660 – 25 november 1694)
- Ernst (Brake, 10 mei – aldaar 19 mei 1670)
- Ernestine (Brake, 1 november – aldaar 10 november 1671)
- Christina Maria (Brake, 26 september 1673 – Bosfeld 31 januari 1732); ∞ (Brake 3 januari 1696) graaf Frederik Maurits van Bentheim-Tecklenburg (1653 – 1710)
- Louise (Brake, 4 november – aldaar 9 november 1676)